# OÖ Wohnbau
Die OÖ Wohnbau Gesellschaft für den Wohnungsbau gemeinnützige GmbH (kurz: OÖ Wohnbau) ist ein im Jahr 2013 durch die Fusion von gwb, Wohnungsfreunde, gbv-services und GWG Enns entstandenes Wohnungsunternehmen mit Sitz in Linz. Sie gehört mehrheitlich der Raiffeisenlandesbank Oberösterreich und verwaltete 2023 rund 45.000 Verwaltungseinheiten in Oberösterreich.
Das Unternehmen ist Mitglied des österreichischen Verbands gemeinnütziger Bauvereinigungen.

## Geschichte
Im Jahr 1950 wurde eines der Vorgängerunternehmen, die GWG Enns gegründet; 1954 ein weiteres, die wohnungsfreunde. 1962 wurde schließlich die GWB (Gesellschaft für den Wohnungsbau, Gemeinnützige Gesellschaft mit beschränkter Haftung) in Baden (Niederösterreich) gegründet, deren Sitz bereits 1963 nach Linz verlegt wurde. Ab dem Jahr 2000 gingen diese jeweils selbständigen Unternehmen eine Partnerschaft ein, bis sie schließlich im Jahr 2013 zur OÖ Wohnbau fusioniert wurden.

## Kennzahlen
Die Bilanzsumme betrug 2015 laut Firmenbuch rund 400 Millionen Euro. Die OÖ Wohnbau erwirtschaftete 2018 und 2019 Umsatzerlöse und andere sonstige betriebliche Erträge vom über 100 Millionen Euro.